# Spring Valley (hrabstwo Rock)
Spring Valley – miasto w Stanach Zjednoczonych, w stanie Wisconsin, w hrabstwie Rock.